# Antonio Sassarini
Antonio Sassarini (La Spezia, 9 aprile 1959) è un ex calciatore italiano, di ruolo difensore.

## Carriera

### Giocatore
Nel ruolo di libero, debutta con lo Spezia in Serie C nel 1976 e dopo cinque anni passa alla Nocerina in Serie C1.
Nel 1982 debutta in Serie B con il Foggia disputando 28 gare e segnando un gol; l'anno seguente passa al Catanzaro, disputando altre 28 partite in Serie B, retrocedendo al termine del campionato. Il ritorno nella categoria superiore è immediato, in quanto con i calabresi vince il successivo campionato di Serie C1 1984-1985.
Nel 1985 passa al Taranto, con cui vince il campionato di Serie C1 1985-1986, ed in seguito continua a calcare i campi della terza serie con le maglie di Cosenza, Nocerina, Palermo e Torres. Termina la carriera tra i dilettanti nel 1994 con il Rapallo.

### Allenatore
Dopo aver affiancato Alberto Mariani nella guida del Rapallo, ottenendo il quarto posto del girone A del Campionato Nazionale Dilettanti 1993-1994, ed allenato la Primavera dello Spezia, guida il Savona nel campionato di Eccellenza Liguria. In seguito è responsabile tecnico del settore giovanile dello Spezia e collaboratore di Salvo Fulvio D'Adderio sulla panchina della prima squadra.
Nel 2006 diventa responsabile del settore giovanile del Fo. Ce. Vara. Nel 2008 diventa invece responsabile del settore giovanile del rifondato Spezia, di cui nella stagione successiva assume la guida della categoria Esordienti. Passa dopo 3 anni al Ceparana allenando gli allievi 2003 dove resterà per un solo anno per poi passare ad allenare gli juniores del Levanto Calcio.

## Palmarès

### Giocatore

#### Competizioni nazionali
- Serie C1: 1

Catanzaro: 1984-1985

### Allenatore

#### Competizioni regionali
- Eccellenza: 1

Savona: 1999-2000

#### Competizioni provinciali
- Allievi provinciali: 1

Ceparana: 2003